# شهرستان داگلاس (کانزاس)
شهرستان داگلاس، کانزاس (به انگلیسی: Douglas County, Kansas) شهرستانی در ایالات متحده آمریکا است که در کانزاس واقع شده‌است.